# 国道200号

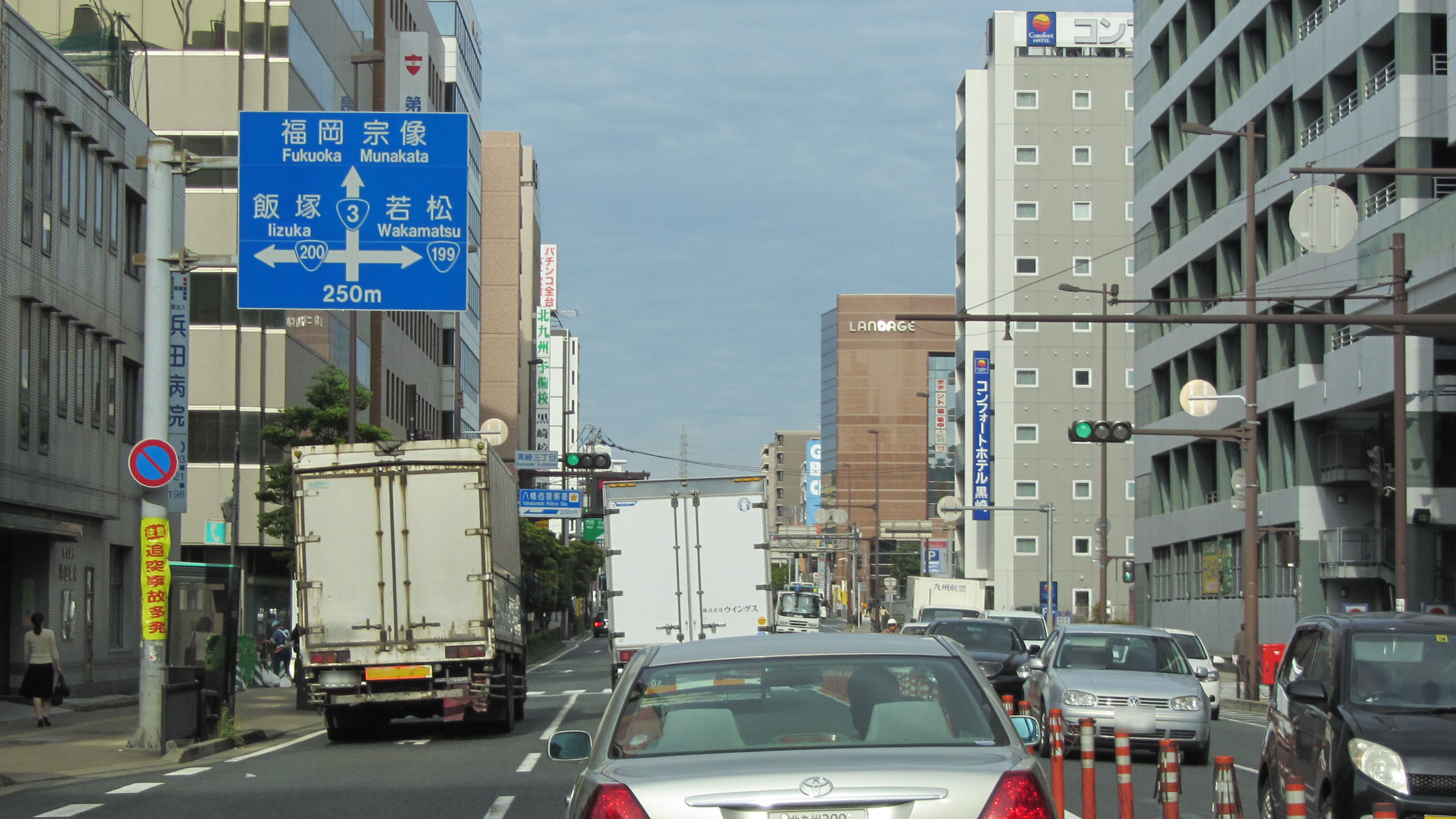
国道200号 起点
福岡県北九州市八幡西区
筒井町交差点付近

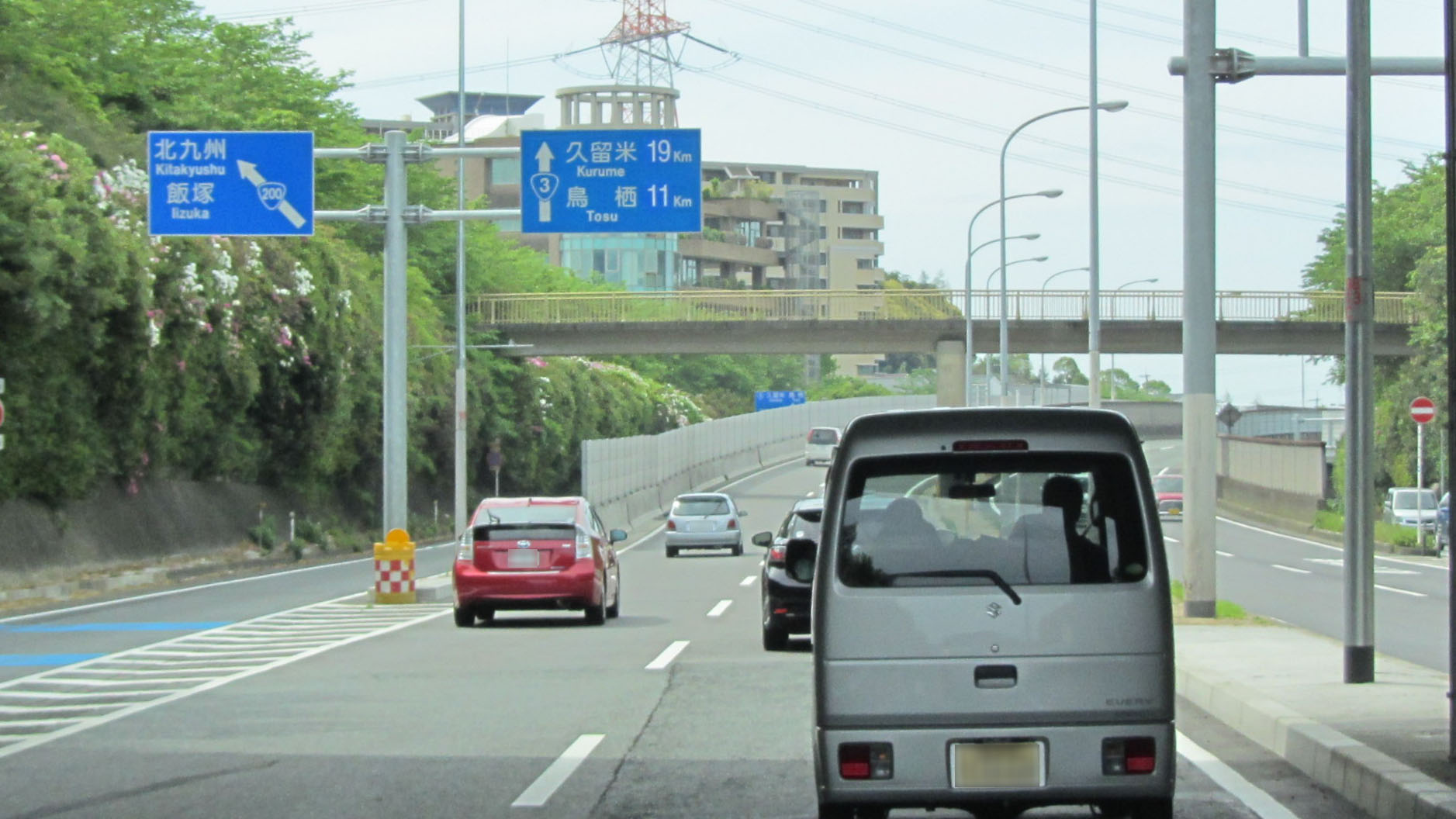
国道200号 終点
福岡県筑紫野市 原田交差点付近

国道200号（こくどう200ごう）は、福岡県北九州市八幡西区から筑紫野市に至る一般国道である。

## 概要
北九州市八幡西区の黒崎地区から南下し、直方市から南西方向に延び、飯塚市などを経て冷水峠を越え、筑紫野市の南部の原田地区で再び国道3号に合流する。全線にわたって概ね筑豊本線と並行する。
北九州市と筑紫野市の間は福岡市を経由する国道3号よりも距離が短いため、北九州市以東と筑紫野市以南（鳥栖市・久留米市・佐賀市・熊本市など）を行き来する場合に国道3号のショートカットとして利用される。

### 路線データ
一般国道の路線を指定する政令に基づく起終点および重要な経過地は次のとおり。
- 起点：北九州市（八幡西区、筒井町交差点 = 国道3号交点、国道211号・福岡県道279号本城熊手線終点）
- 終点：筑紫野市（原田（はるだ）交差点 = 国道3号交点、国道386号終点）
- 重要な経過地：直方市、飯塚市、鞍手郡小竹町、福岡県嘉穂郡穂波町[注釈 2]
- 総延長 : 91.3 km（福岡県 76.7 km、北九州市 14.6 km）未供用延長を含む。[2][注釈 3]
- 重用延長 : なし[2][注釈 3]
- 未供用延長 : 0.1 km（福岡県 0.1 km、北九州市 - km）[2][注釈 3]
- 実延長 : 91.1 km（福岡県 76.6 km、北九州市 14.6 km）[2][注釈 3]
  - 現道 : 60.4 km（福岡県 48.0 km、北九州市 12.4 km）[2][注釈 3]
  - 旧道 : 18.4 km（福岡県 18.4 km、北九州市 - km）[2][注釈 3]
  - 新道 : 12.4 km（福岡県 10.2 km、北九州市 2.2 km）[2][注釈 3]
- 指定区間：なし[3][4]

## 歴史
現在の国道200号のルートは、本州方面と長崎とを結ぶ長崎街道の一部であった。1885年（明治18年）の内務省告示第6号「國道表」では、長崎街道がそのまま国道4号「東京より長崎港に達する路線」となった。しかし、1920年（大正9年）施行の旧道路法に基づく路線認定では、福岡市を経由するルートが国道2号「東京市より鹿児島県庁所在地に達する路線（甲）」（現在の国道3号）となり、現在の国道200号のルートは国道から外された。その後、同区間が再び国道となるのは1953年（昭和28年）のことであった。

### 年表
- 1953年（昭和28年）5月18日 - 二級国道200号八幡鳥栖線（八幡市[注釈 4] - 筑紫郡筑紫村[注釈 5]）として指定施行[5]。
- 1965年（昭和40年）4月1日 - 道路法改正により一級・二級区分が廃止されて一般国道200号（北九州市 - 福岡県筑紫郡筑紫野町[注釈 6]）として指定施行[1]。
- 1966年（昭和41年）5月30日 - 北九州市八幡区黒崎町42番の14から直方市大字直方1107番の3まで（北九州市八幡区幸神町8番の5から同区大字引野字割子川1874番の10までを除く）の区間が指定区間に指定される[6]。
- 1980年（昭和55年）4月10日 - 北九州市八幡西区幸神4丁目8番の5から同区大字引野字割子川1874番の10までの区間が指定区間に指定される[7]。
- 2003年（平成15年）4月1日 - 北九州市八幡西区市瀬2丁目1154番4から同市八幡西区馬場山東2丁目502番1までの区間について経路が変更され、旧ルートは国道211号の単独区間となる[8]。
- 2017年（平成29年）4月1日 - 「一般国道の指定区間を指定する政令」から本路線が削除され、それまでの指定区間のうち北九州市内区間は北九州市に、直方市内区間は福岡県に、それぞれ道路管理者が変更される[4]。

## 路線状況

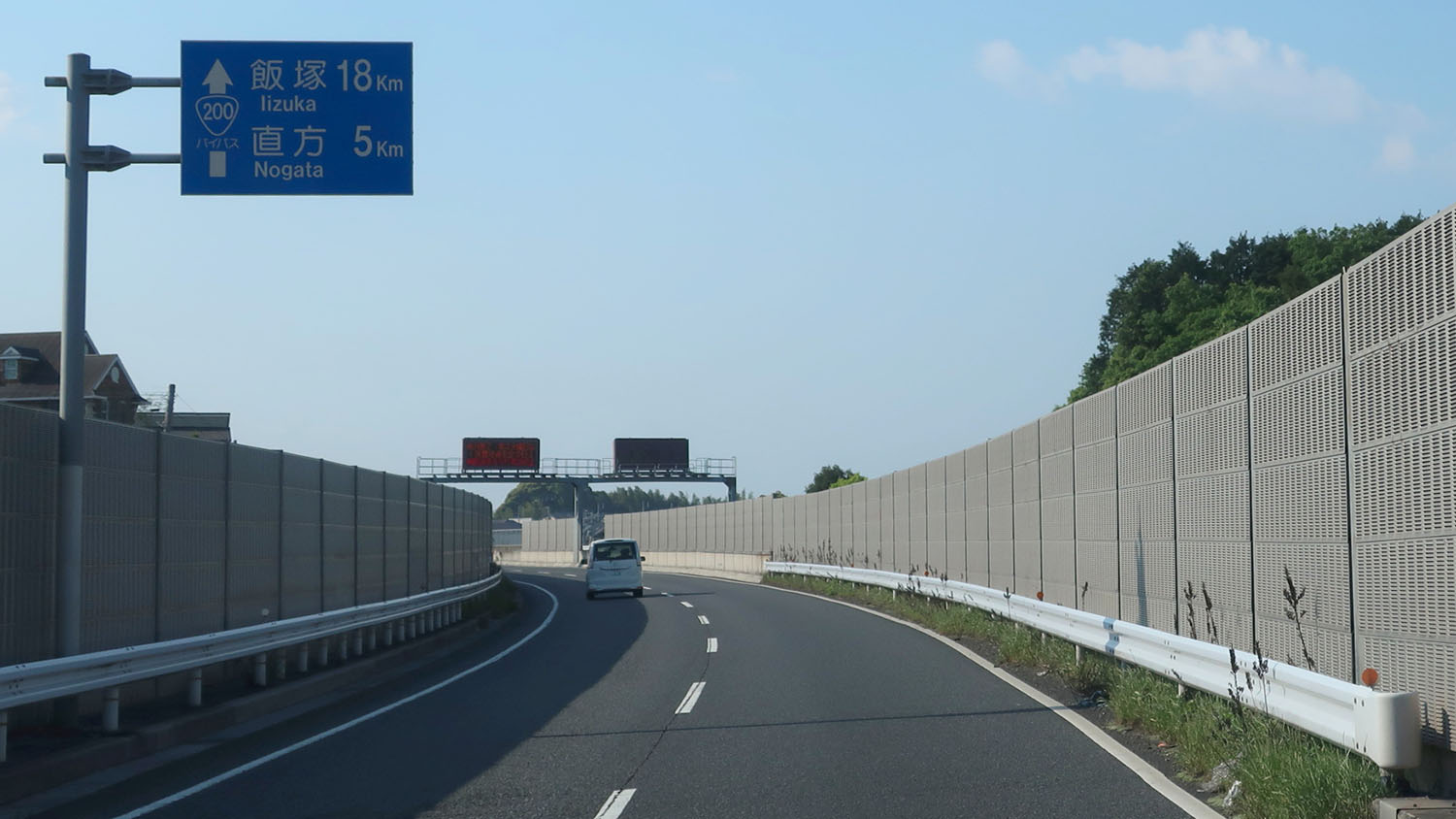
直方バイパス
福岡県北九州市八幡西区

バイパスや拡幅による改築が順次行なわれ、2005年（平成17年）に直方バイパスが完成したことにより、ほぼ全線にわたって直線的な高い規格の道路となっている。
もともと、八幡西区小嶺地区、上津役地区が激しい渋滞で有名であったが、その区間が国道211号となり、現在北九州市内では目立った渋滞箇所は無い。飯塚市の勝盛歩道橋交差点も県内で有数の激しい渋滞箇所であったが、現在歩道橋は取り外されて高架橋が建設され、2010年（平成22年）8月11日に開通した。またこの勝盛歩道橋は福岡県のちょうど真ん中に当たる。
- 北九州高速4号線のうち黒崎出入口 - 八幡IC間について、建設当時は日本道路公団の一般有料道路北九州直方道路として国道200号バイパスの扱いであった。九州自動車道門司IC - 八幡IC間の供用後、1991年（平成3年）に管理変更となり国道指定から外れた。
- 2003年（平成15年）4月1日に八幡西区引野と同区馬場山を結ぶ北九州市道を昇格させた。その一部は上記北九州高速4号線に隣接並行する道路である。旧ルートは国道211号の単独区間となった。これは、旧ルートの渋滞が慢性化しており長年にわたり北九州市から国に対して拡幅の要望を行ってきたものの、予算の制約のためその早期の実現が見込みが低かったことから、北九州市が整備した都市計画道路八幡直方線を国道200号に指定して国に移管する代わりに旧ルートを補助国道である211号に振り替えて市の予算で拡幅を行うこととしたことによる[9][10]。
- 朝倉郡筑前町の山家道交差点から筑紫野市大字筑紫の旧国道3号交点すなわち旧終点までの旧道は、現在福岡県道77号筑紫野三輪線の一部となっている。

### 通称
- 長崎街道

### バイパス
- 直方バイパス - 飯塚バイパス（北九州市八幡西区馬場山 - 直方市下境 - 飯塚市水江）
  - 飯塚バイパスが先に完成していたが、2002年（平成14年）の直方バイパス開通までは福岡県道22号田川直方線バイパスを迂回しての接続で、直方バイパスの代替として同バイパスが機能していた。2002年（平成14年）に直方バイパス暫定完成、2005年（平成17年）に完成4車線化が完了し、現在は起点より冷水道路までの間が4車線および6車線で開通中。直方・飯塚バイパスの完成により、遠賀川沿い、直方・飯塚の市街地を走行する旧道は、長距離利用者にとってはほぼ用無しとなったが、バイパス開通後も国道指定解除されておらず、経路が重複している。ただし国土交通省は当該区間の移管を計画している[11]。
- 冷水道路（飯塚市 - 筑紫野市）

冷水トンネルにより冷水峠を越える道路で、うぐいすロードの愛称がある。かつては有料道路であったが、2016年（平成28年）5月15日から無料化された。
- 山家バイパス（筑紫野市 - 朝倉郡筑前町 - 筑紫野市）

浦の下交差点で冷水道路から直通し国道3号交点である原田交差点に至る、現道の東側を通るバイパス。1988年（昭和63年）に2車線で開通、2018年現在4車線化事業中である。

### 重複区間
- 国道211号（北九州市八幡西区黒崎3丁目・筒井町交差点（起点） - 北九州市八幡西区引野1丁目・引野口交差点）
- 国道211号（北九州市八幡西区馬場山西・馬場山交差点 - 飯塚市片島・水江交差点）
- 国道386号（朝倉郡筑前町朝日・朝日東交差点 - 筑紫野市原田・原田交差点（終点））

### 道路施設

#### トンネル
- 冷水トンネル：延長2,894 m、1987年（昭和62年）竣工、飯塚市 - 筑紫野市（冷水道路内）

## 地理

### 通過する自治体
- 福岡県
  - 北九州市（八幡西区）- 直方市 - 鞍手郡小竹町[注釈 7] - 飯塚市 - 嘉穂郡桂川町 - 飯塚市 - 筑紫野市 - 朝倉郡筑前町 - 筑紫野市

### 交差する道路
| 交差する道路                                                                      | 交差する道路                                             | 市町村名 | 市町村名             | 交差する場所                            | 交差する場所        |
| --------------------------------------------------------------------------------- | -------------------------------------------------------- | -------- | -------------------- | --------------------------------------- | ------------------- |
|                                                                                   | 国道3号 国道211号 重複区間起点 福岡県道279号本城熊手線   | 北九州市 | 八幡西区             | 黒崎3丁目                               | 筒井町交差点 / 起点 |
| 国道211号 重複区間終点                                                            | 引野1丁目                                                | 北九州市 | 八幡西区             | 引野口交差点                            |                     |
| 北九州高速4号線                                                                   | 引野1丁目                                                | 北九州市 | 八幡西区             | 410/411 黒崎IC                          |                     |
| 福岡県道11号有毛引野線                                                            | 引野2丁目                                                | 北九州市 | 八幡西区             | 都市高速黒崎入口交差点                  |                     |
| 福岡県道48号中間引野線                                                            | 的場町                                                   | 北九州市 | 八幡西区             | 的場池公園交差点                        |                     |
| 福岡県道281号下上津役折尾線 重複区間起点                                          | 大平1丁目                                                | 北九州市 | 八幡西区             | 町上津役（まちこうじゃく）西2丁目交差点 |                     |
| 福岡県道280号植木上上津役線 重複区間起点 福岡県道281号下上津役折尾線 重複区間終点 | 大平1丁目                                                | 北九州市 | 八幡西区             |                                         |                     |
| 福岡県道280号植木上上津役線 重複区間終点                                          | 千代4丁目                                                | 北九州市 | 八幡西区             | 千代4丁目交差点                         |                     |
| 福岡県道280号植木上上津役線 重複区間終点                                          | 船越3丁目                                                | 北九州市 | 八幡西区             | 千代中学校入口交差点                    |                     |
| 福岡県道61号小倉中間線                                                            | 池田2丁目                                                | 北九州市 | 八幡西区             | 池田2丁目交差点                         |                     |
| 福岡県道61号小倉中間線                                                            | 上香月2丁目                                              | 北九州市 | 八幡西区             | 上香月2丁目交差点                       |                     |
| 北九州高速4号線                                                                   | 茶屋の原                                                 | 北九州市 | 八幡西区             | 413 馬場山IC                            |                     |
| 国道200号 直方バイパス起点 国道211号 重複区間起点                                 | 馬場山西                                                 | 北九州市 | 八幡西区             | 馬場山交差点                            |                     |
| 直方バイパス                                                                      | E3 九州自動車道 北九州高速4号線                          | 北九州市 | 八幡西区             | 金剛4丁目                               | 4 八幡IC 414 金剛IC |
| 直方バイパス                                                                      | 福岡県道28号直方行橋線                                   | 直方市   | 直方市               | 大字頓野                                |                     |
| 直方バイパス                                                                      | 福岡県道22号田川直方線 / 田川直方バイパス                | 直方市   | 直方市               | 大字下境                                | 下境交差点          |
| 直方バイパス                                                                      | 福岡県道419号夏吉直方線                                  | 直方市   | 直方市               | 大字上境                                | 直方大橋東交差点    |
| 直方バイパス                                                                      | 福岡県道22号田川直方線                                   | 直方市   | 直方市               | 大字上境                                | 直方大橋西交差点    |
| 直方バイパス                                                                      | 福岡県道62号北九州小竹線                                 | 飯塚市   | 飯塚市               | 口原                                    | 飯塚市口ノ原交差点  |
| 直方バイパス                                                                      | 福岡県道415号口ノ原稲築線                                | 飯塚市   | 飯塚市               | 口原                                    | 石丸団地入口交差点  |
| 直方バイパス                                                                      | 福岡県道30号飯塚福間線                                   | 飯塚市   | 飯塚市               | 川島                                    | 川島入口交差点      |
| 直方バイパス                                                                      | 福岡県道448号幸袋柏森線                                  | 飯塚市   | 飯塚市               | 川島                                    | 立岩交差点          |
| 現道                                                                              | 福岡県道28号直方行橋線                                   | 直方市   | 直方市               | 大字頓野                                | 西尾交差点          |
| 現道                                                                              | 福岡県道22号田川直方線 / 田川直方バイパス                | 直方市   | 直方市               | 大字頓野                                | 頓野交差点          |
| 現道                                                                              | 福岡県道73号直方水巻線                                   | 直方市   | 直方市               | 大字頓野                                | 日ノ出橋東交差点    |
| 現道                                                                              | 福岡県道40号直方停車場線                                 | 直方市   | 直方市               | 日吉町                                  | 日ノ出橋西交差点    |
| 現道                                                                              | 福岡県道467号上新入直方線                                | 直方市   | 直方市               | 津田町                                  |                     |
| 現道                                                                              | 福岡県道27号直方芦屋線                                   | 直方市   | 直方市               | 新町                                    | 殿町交差点          |
| 現道                                                                              | 福岡県道21号福岡直方線 福岡県道22号田川直方線 / 市街地側 | 直方市   | 直方市               | 新町                                    | 勘六橋西交差点      |
| 現道                                                                              | 福岡県道461号南良津宮田線 福岡県道470号勝野下境線        | 鞍手郡   | 小竹町               | 大字南良津                              | 鴻ノ巣橋西交差点    |
| 現道                                                                              | 福岡県道476号小竹頴田線 重複区間起点                     | 鞍手郡   | 小竹町               | 大字勝野                                | 御徳大橋西交差点    |
| 現道                                                                              | 福岡県道476号小竹頴田線 重複区間終点                     | 鞍手郡   | 小竹町               | 大字勝野                                |                     |
| 現道                                                                              | 福岡県道74号宮田小竹線                                   | 鞍手郡   | 小竹町               | 大字勝野                                | 小竹局入口交差点    |
| 現道                                                                              | 福岡県道62号北九州小竹線                                 | 鞍手郡   | 小竹町               | 大字勝野                                | 小竹上町交差点      |
| 現道                                                                              | 福岡県道425号鯰田停車場線                                | 飯塚市   | 飯塚市               | 目尾                                    | 鯰田渡交差点        |
| 現道                                                                              | 福岡県道30号飯塚福間線                                   | 飯塚市   | 飯塚市               | 幸袋                                    | 夢の大橋交差点      |
| 現道                                                                              | 福岡県道448号幸袋柏森線                                  | 飯塚市   | 飯塚市               | 幸袋                                    |                     |
| 現道                                                                              | 国道200号 直方バイパス終点 国道211号 重複区間終点        | 飯塚市   | 飯塚市               | 片島2丁目                               | 水江交差点          |
|                                                                                   | 国道201号                                                | 飯塚市   | 飯塚市               | 片島1丁目                               | 勝盛歩道橋交差点    |
| 福岡県道100号大日寺潤野飯塚線                                                     | 西徳前                                                   | 飯塚市   | 飯塚市               | 枝国北交差点                            |                     |
| 福岡県道60号飯塚大野城線                                                          | 弁分                                                     | 飯塚市   | 飯塚市               | 弁分交差点                              |                     |
| 国道201号 / 八木山バイパス 国道201号 / 飯塚庄内田川バイパス                       | 弁分                                                     | 飯塚市   | 飯塚市               | バイパス入口交差点                      |                     |
| 福岡県道445号高田天道停車場線 重複区間起点                                        | 太郎丸                                                   | 飯塚市   | 飯塚市               | 太郎丸交差点                            |                     |
| 福岡県道445号高田天道停車場線 重複区間終点                                        | 太郎丸                                                   | 飯塚市   | 飯塚市               | 太郎丸一区交差点                        |                     |
| 福岡県道446号大分太郎丸線                                                         | 太郎丸                                                   | 飯塚市   | 飯塚市               |                                         |                     |
| 福岡県道473号瀬戸飯塚線                                                           | 嘉穂郡                                                   | 桂川町   | 大字瀬戸             |                                         |                     |
| 福岡県道66号桂川下秋月線                                                          | 嘉穂郡                                                   | 桂川町   | 大字寿命（じゅめい） | 寿命交差点                              |                     |
| 福岡県道427号桂川停車場線 福岡県道444号豆田稲築線 重複区間起点                    | 嘉穂郡                                                   | 桂川町   | 大字豆田             | 新茶屋交差点                            |                     |
| 福岡県道444号豆田稲築線 重複区間終点                                              | 嘉穂郡                                                   | 桂川町   | 大字豆田             |                                         |                     |
| 福岡県道90号穂波嘉穂線                                                            | 飯塚市                                                   | 飯塚市   | 平塚                 | 出雲交差点                              |                     |
| 福岡県道65号筑紫野筑穂線                                                          | 飯塚市                                                   | 飯塚市   | 平塚                 | 長尾交差点                              |                     |
| 福岡県道439号才田筑前内野停車場線                                                 | 飯塚市                                                   | 飯塚市   | 内野                 | 内野交差点                              |                     |
| 国道200号 / 冷水道路                                                              | 飯塚市                                                   | 飯塚市   | 内野                 | 内野交差点                              |                     |
| 福岡県道438号白川桑曲線                                                           | 飯塚市                                                   | 飯塚市   | 桑曲                 |                                         |                     |
| 福岡県道595号山家西小田線                                                         | 筑紫野市                                                 | 筑紫野市 | 大字山家（やまえ）   |                                         |                     |
| 福岡県道76号筑紫野太宰府線 福岡県道77号筑紫野三輪線 重複区間起点                  | 筑紫野市                                                 | 筑紫野市 | 大字山家             | 山家ニュータウン入口交差点              |                     |
| 福岡県道77号筑紫野三輪線 重複区間終点 福岡県道・大分県道112号福岡日田線           | 朝倉郡                                                   | 筑前町   | ニ                   | 山家道交差点                            |                     |
| 国道200号 / 冷水道路 国道386号 重複区間起点                                       | 朝倉郡                                                   | 筑前町   | 朝日                 | 朝日東交差点                            |                     |
| 福岡県道53号久留米筑紫野線 / バイパス                                             | 朝倉郡                                                   | 筑前町   | 朝日                 | 筑紫大橋北交差点                        |                     |
| 国道3号 / 筑紫野バイパス 国道386号 重複区間終点                                   | 筑紫野市                                                 | 筑紫野市 | 原田（はるだ）3丁目  | 原田交差点 / 終点                       |                     |

### 交差する鉄道
- 山陽新幹線
- 平成筑豊鉄道伊田線
- 筑豊本線
- 篠栗線
- 西鉄天神大牟田線

### 沿線
- イオンタウン黒崎店
- 福岡県立八幡工業高等学校
- 北九州高速4号線
  - 410/411 黒崎出入口
  - 412 小嶺出入口
  - 413 馬場山出入口
  - 414 金剛出入口
- イオンモール直方
- JR九州筑豊本線
  - 勝野駅 - 小竹駅 - 天道駅 - 桂川駅 - 上穂波駅 - 筑前内野駅 - 筑前山家駅
- 平成筑豊鉄道伊田線
  - 中泉駅 - 藤棚駅

### 峠
- 冷水峠（飯塚市 - 筑紫野市、冷水道路内）

## ギャラリー

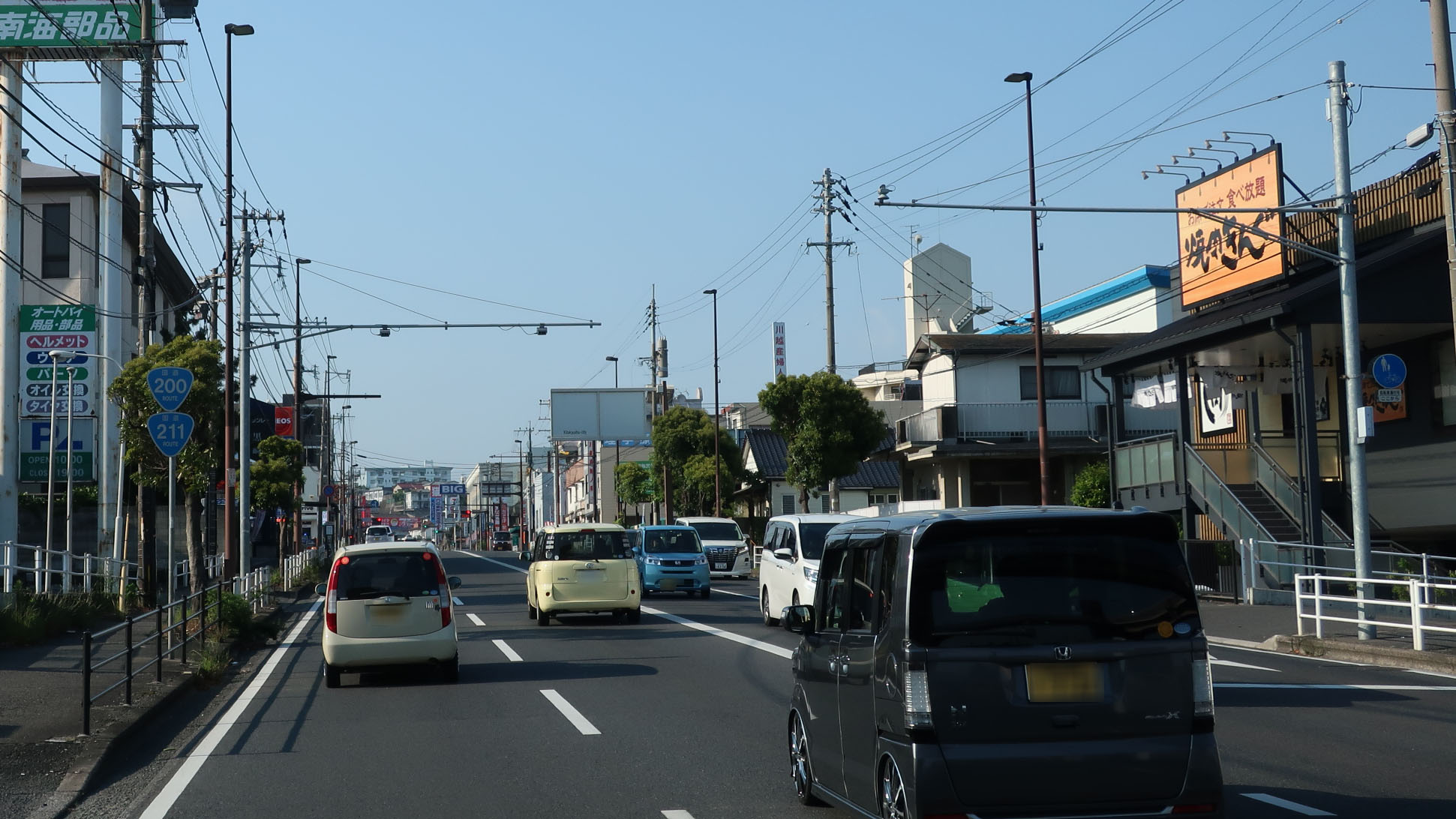
国道211号との重複 福岡県北九州市八幡西区
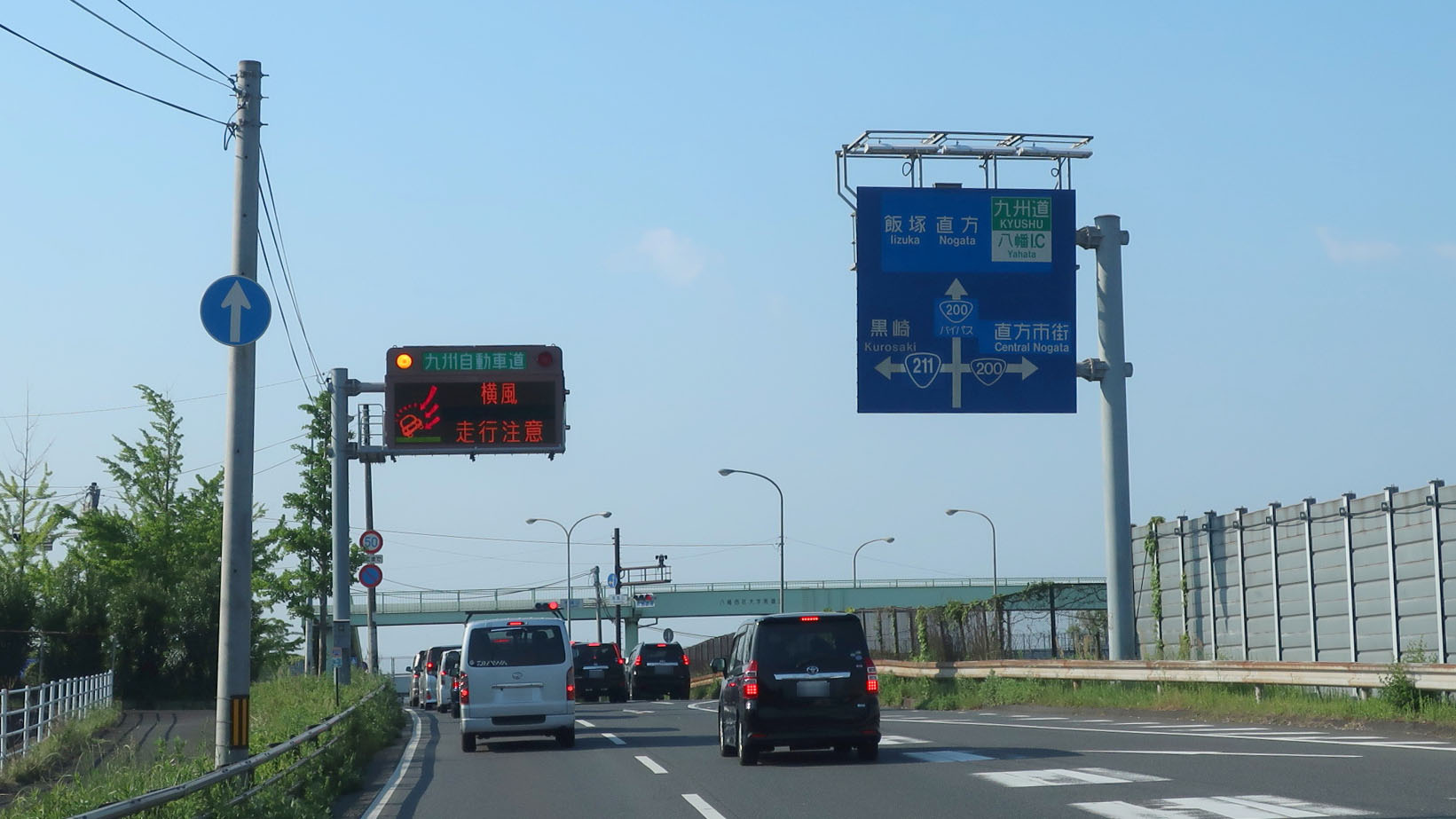
国道211号との分岐 福岡県北九州市八幡西区
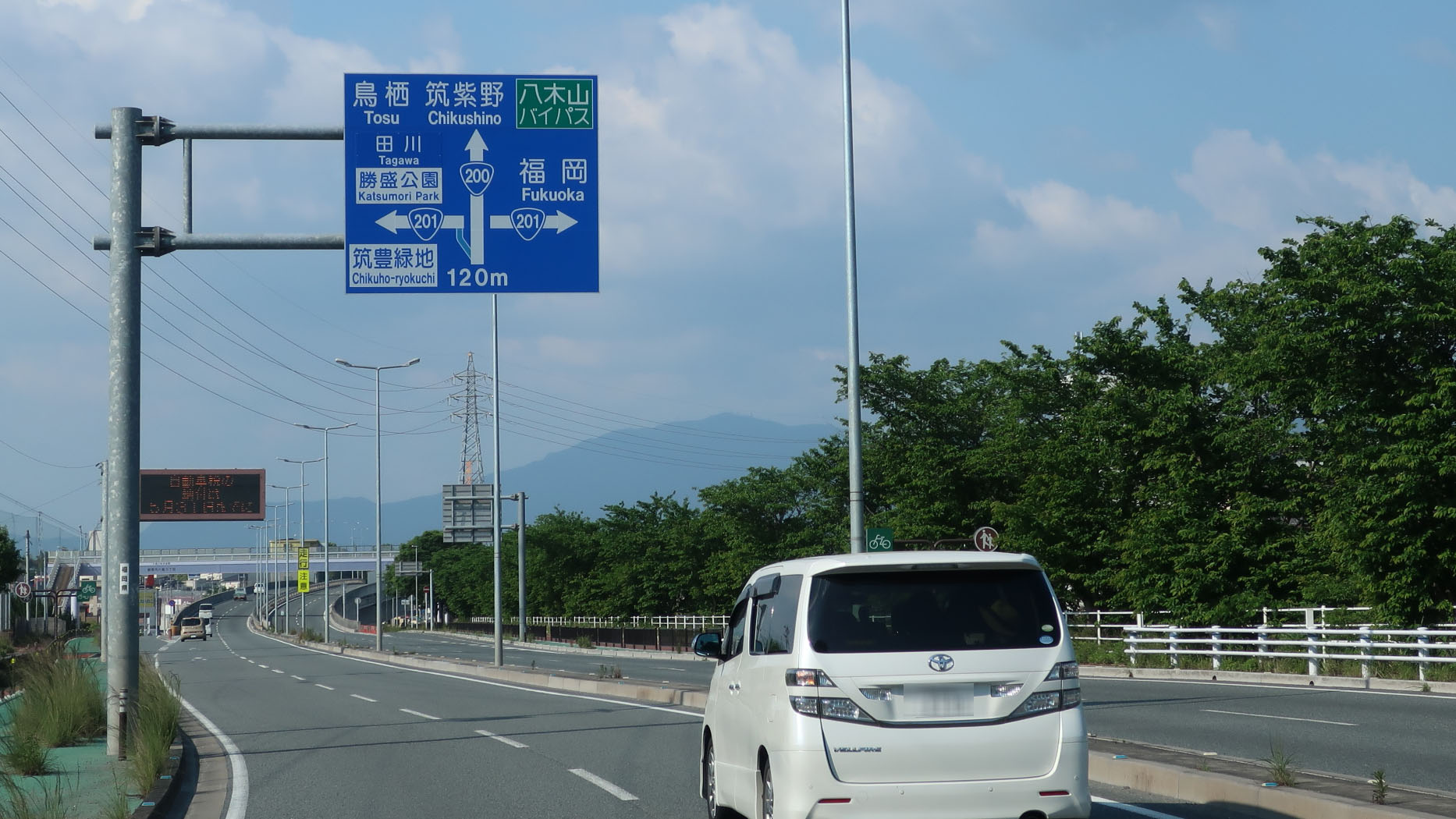
国道201号との分岐 福岡県飯塚市片島
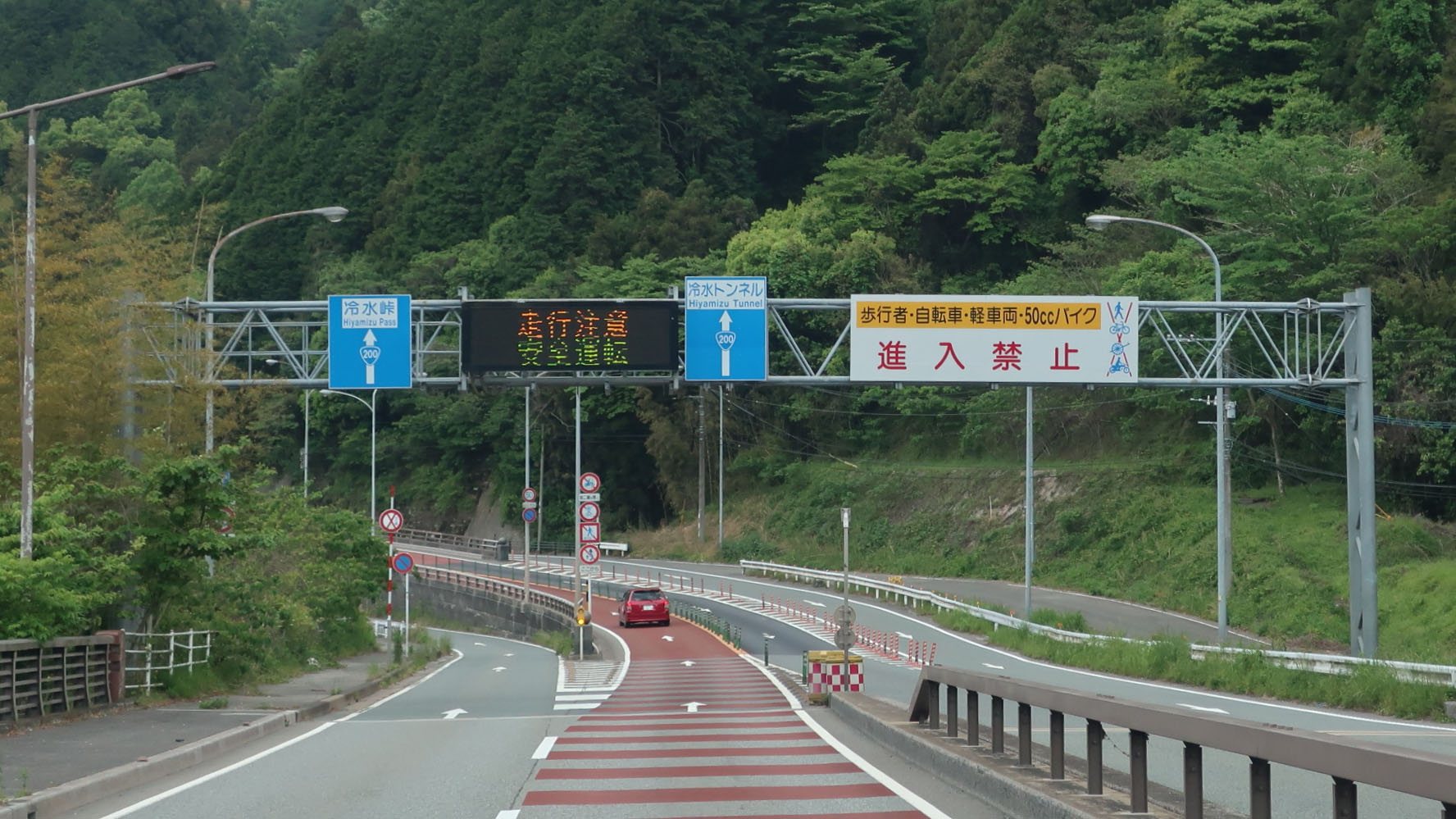
冷水峠と冷水トンネルとの分岐 福岡県飯塚市内野
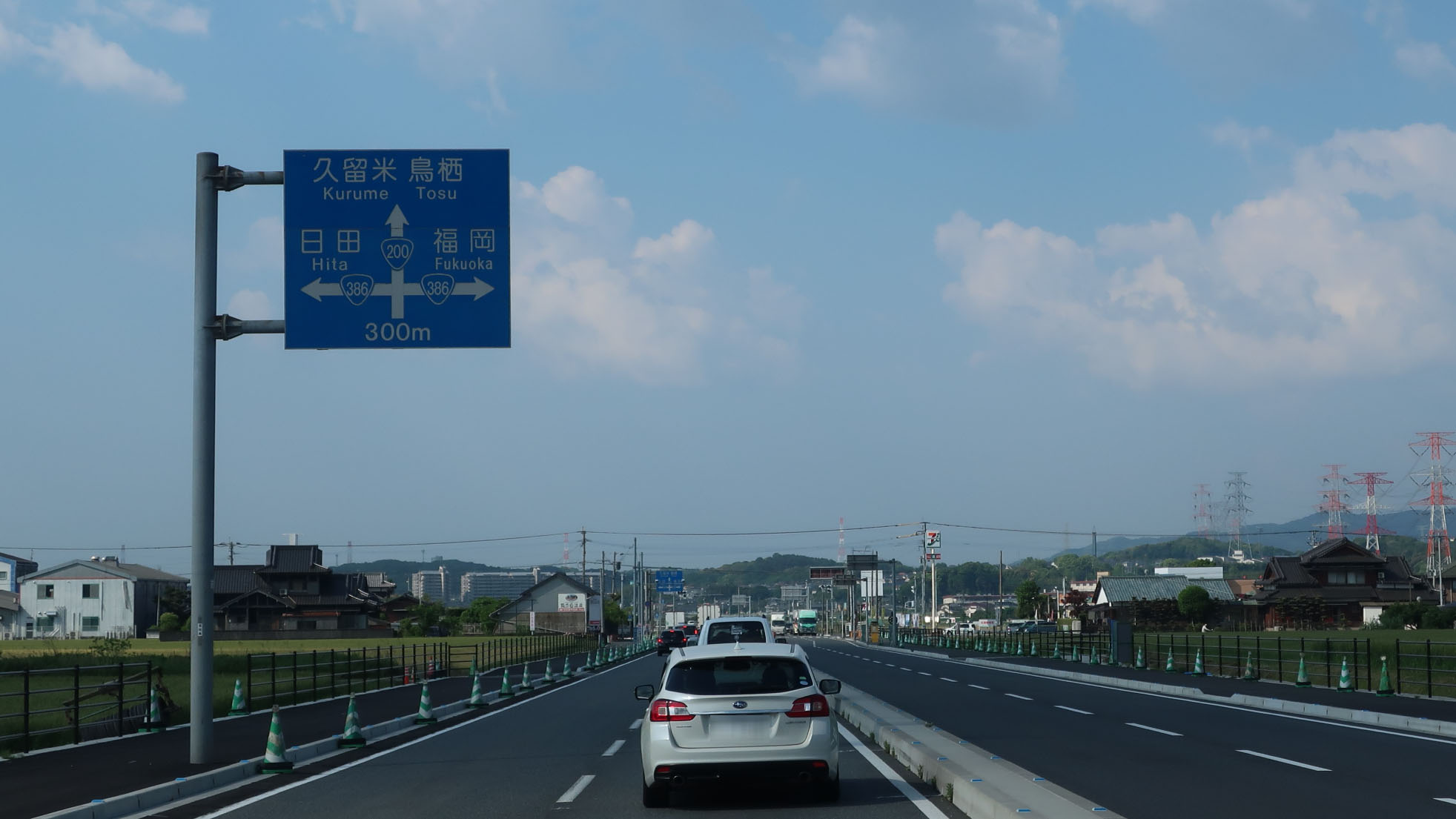
国道386号との分岐 福岡県朝倉郡筑前町